# Bruno Mingeon
Bruno Mingeon   (Bourg Saint Maurice, 7 de setembre de 1967) és un pilot de bob francès, ja retirat, que va competir entre el 1988 i el 2006.
Durant la seva carrera esportiva va prendre part en cinc edicions dels Jocs Olímpics d'Hivern: el 1992, 1994, 1998, 2002 i 2006. Destaca, per damunt de tot, la medalla de bronze que guanyà en la prova de bobs a 4 als Jocs de Nagano de 1998. Formà equip amb Emmanuel Hostache, Eric Le Chanony i Max Robert. El 2002 fou cinquè en la mateixa prova.
En el seu palmarès també destaquen dues medalles al Campionat del món de bob de 1999, d'or en el bobs a quatre i de bronze en el bobs a dos. Al Campionat d'Europa de bob guanyà dues medalles, una d'or i una de plata. Guanyà 13 campionats francesos, set en el quatre (1997, 2000-01, 2003-06) i sis en el dos (2000, 2002-06).